# Mill Spring
Mill Spring é uma vila localizada no estado americano de Missouri, no Condado de Wayne.

## Demografia
Segundo o censo americano de 2000, a sua população era de 219 habitantes.
Em 2006, foi estimada uma população de 214, um decréscimo de 5 (-2.3%).

## Geografia
De acordo com o United States Census Bureau tem uma área de
0,5 km², dos quais 0,5 km² cobertos por terra e 0,0 km² cobertos por água. Mill Spring localiza-se a aproximadamente 133 m acima do nível do mar.

## Localidades na vizinhança
O diagrama seguinte representa as localidades num raio de 28 km ao redor de Mill Spring.